# Järkisaari
Järkisaari är en ö i Finland. Den ligger i sjön Kolima och i kommunerna Pihtipudas och Viitasaari och landskapet Mellersta Finland, i den centrala delen av landet, 300 km norr om huvudstaden Helsingfors. Öns area är 2,7 hektar och dess största längd är 240 meter i sydöst-nordvästlig riktning.